# Теория за великите личности
Теорията за великите личности е концепция от XIX век, според която историята може да бъде обяснена преди всичко с влиянието на „великите личности“, или героите: силно влиятелни личности, които заради характерен талант, интелект, мъдрост или политически умения употребяват властта си по начин, който има решаващо историческо въздействие.
Теорията е популяризирана през 1840 г. от шотландския писател Томас Карлайл, но през 1860 Хърбърт Спенсър излага един аргумент срещу теорията, който остава влиятелен през целия XX век и до днес; Спенсър твърди, че т. нар. велики личности са продукт на своите общества и че действията им биха били невъзможни без социалните условия, изградени още преди раждането им.
Приложен върху човешките общества Законът за големите числа задава следния въпрос: „Могат ли нашите индивидуални действия да бъдат друго нещо, освен потвърждение на една обща тенденция, която ни задминава?“.
През 1938 г. в „Мойсей и монотеизма“ (на немски: Der Mann Moses und die monotheistische Religion) Зигмунд Фройд предлага модел на велика личност в лицето на творци като Гьоте, Леонардо да Винчи или Бетховен, които са достойни за върховенство.

## Общ преглед
Според Карлайл „някои „божествено вдъхновени“ личности, като Мохамед, са придали форма на света“.
Карлайл заявява, че „историята на света не е нищо друго, освен биография на велики личности“, отразявайки убеждението си, че героите създават историята чрез личните си качества и божествено вдъхновение. В книгата си „За героите, почитането на героите и героичното в историята“ (на английски: On Heroes, Hero-Worship and the Heroic in History) Карлайл описва как е видял историята да се променя след дела на „герои“, правейки детайлен анализ върху влиянието на няколко такива личности (включително Мохамед, Шекспир, Лутер, Русо и Наполеон). Карлайл усеща, че изучаването на великите личности от героична гледна точка носи „печалба“; изучавайки водения от героите живот, всеки неизбежно ще открие и нещо за собствената си природа.
Освен от Карлайл теорията е поддържана от американския учен Фредерик Адамс Уудс. В произведението си „Влиянието на монарсите: стъпки в една нова наука за историята“ (на английски: The Influence of Monarchs: Steps in a New Science of History) Уудс разглежда 386 владетели в Западна Европа от XII век до Френската революция в края на XVIII век и тяхното влияние върху хода на историческите събития.
Тази теория обикновено е сравнявана с теорията, която говори за събития, случващи се във време изпълнено със събития или когато вълна от множество по-малки събития причинява някои развои да се случат. Подходът към историята чрез „великите личности“ е на мода сред професионалните историци през XIX век, популярно произведение на тази школа е Encyclopædia Britannica Eleventh Edition („Енциклопедия Британика“, 7 издание, 1911 г.), която съдържа дълги и детайлни биографии за великите личности на историята, но много малко статии по обща или социална история. Например цялата информация за „Великото преселение на народите“ в европейската история след залеза на Римската империя е събран под биографията на Атила. Този героичен поглед върху историята е силно подкрепян и от някои фигури във философията като Хегел, Киркегор, Ницше и Шпенглер, но изпада в забвение след Втората световна война.
В „Несвоевременни размишления“ (на немски: Unzeitgemässe Betrachtungen) Ницше пише: „...целта на човечеството е заложена в най-видните му екземпляри“.
В „Страх и трепет“ (на датски: Frygt og Bæven) Киркегор пише: „...да можеш да паднеш по такъв начин, че в същата секунда да изглежда, че ставаш и вървиш, да превърнеш скока на сляпа вяра в ходене, напълно да изразиш върховното и пешеходецът – както само онези рицари на вярата могат – това е единственият и неповторим феномен.“
Хегел, изхождащ от провиденциалистката теория, твърди, че „това, което е реално, е логично“ и световните исторически личности са агенти на Световния дух. Хегел смята: „Такива са великите исторически личности, чийто собствени особени цели включват онези големи проблеми, които са волята на Световния дух.“ По този начин според Хегел великата личност не създава историческа реалност сама по себе си, но само открива неизбежното бъдеще.

## Критика
Хърбърт Спенсър е един от най-силните критици на Карлайловата теория за великите личности. Той вярва, че отдаването на исторически събития въз основа на решения на индивиди е безнадеждно примитивно, детинско и всъщност ненаучна позиция. Убеден е, че личностите, определяни от Карлайл като „велики“, са просто продукт на своята социална среда.
„Война и мир“ на Толстой включва критика на Теорията за великите личности като повтаряща се тема във философските отклонения. Според Толстой значимостта на великите индивиди е въображаема. Всъщност те са само роби на историята, осъществяващи решенията на Провидението.
В лекцията си „Велики мъже и тяхната среда“ (на английски: Great Men and Their Environment) Уилям Джеймс подчертава важността на съответствието между великите мъже със средата (в общия смисъл). Основният му аргумент е, че средата и индивидите се оформят взаимно, точно както околната среда и индивидуалните членове на животинските видове го правят според теорията на Дарвин.
Между съвременната критика на Теорията на великите личности, тази на Сидни Хук е в подкрепа на идеята. Той похвалва тези, които придават форма на събития чрез действията си и книгата му „Героят в историята“ (The Hero in History) е посветена на ролята на героя и в историята и въздействието на бележити личности.
Леонид Гринин определя историческа личност (велик човек) по следния начин:
| „ | „Благодарение на своите лични качества, или на шанса, или на социалното си положение, или на особеностите на епохата, една личност със самия факт на съществуването си, чрез своите идеи или действия (или бездействие), пряко или непряко, приживе или след смъртта си може да има такова влияние върху своето собствено или друго общество, влияние, което може да бъде оценено като значително, тъй като той е оставил забележима следа (положителна, отрицателна или двойствена) в историята и в по-нататъшното развитие на обществото.“ | “ |

## Примери
Създали империя
- Александър III Македонски
- Чингис хан
- Карл Велики

Олицетворение на сила
- Юлий Цезар
- Наполеон I

Създали религия
- Иисус Христос
- Ехнатон
- Мохамед